# Recommended Records
Recommended Records (RēR) est un label musical indépendant et un distributeur britannique fondé par Chris Cutler en mars 1978.

## Histoire
Recommended Records est né du mouvement Rock in Opposition (RIO) rassemblant des groupes de Rock progressif européens. Pour leur assurer une distribution et une promotion, Chris Cutler, batteur du groupe Henry Cow, fonde un label à visée non-lucrative. Le label poursuit son travail lorsque le mouvement se dissout en 1979.
Il s'agit d'abord du label Ré pour les projets de Cutler et d'un distributeur appelé Recommended Distribution. En 1979, nait le label Recommended pour les projets autres que ceux de Cutler. En 1987, Ré et Recommended fusionnent en RēR et Recommended Distribution devient une coopérative. En 1989, RēR/Recommended récupère la distribution endettée, These Records étant le label affilié consacré aux activités de distribution. RēR Megacorp est l'appellation du site et de la boutique en ligne.

## Artistes
(Liste incomplète d'artistes édités, co-édités ou ré-édités)
- Aksak Maboul
- AMM (groupe)
- Art Bears
- Art Zoyd
- Peter Blegvad
- Biota (band) (en)
- Camberwell Now
- Cassiber
- Lindsay Cooper
- Chris Cutler
- Faust (groupe)
- Fred Frith
- Ground Zero (groupe)
- Henry Cow
- Tim Hodgkinson
- The Homosexuals (en)
- Christian Marclay
- Massacre
- Phil Minton / Veryan Weston
- R. Stevie Moore
- The Necks (en)
- News from Babel (en)
- John Oswald
- Pere Ubu
- Joseph Racaille
- Skeleton Crew (groupe)
- Slapp Happy
- Slapp Happy / Henry Cow
- Sun Ra
- Thee Headcoats
- This Heat
- David Thomas
- Thinking Plague
- Video-Aventures
- Univers Zéro
- The Work